# Az új kezdet útjai
Az új kezdet útjai (eredeti címén: 100 Streets) 2016-ban bemutatott brit filmdráma, melyet Jim O'Hanlon rendezett, főszereplője Idris Elba.
Az Egyesült Királyságban 2016. november 11-én  mutatták be, majd az amerikai mozikban 2017. január 13-án jelent meg a Samuel Goldwyn Films által.
A film általánosságban vegyes véleményeket kapott a kritikusoktól. A Metacritic oldalán a film értékelése 44% a 100-ból, ami 12 véleményen alapul. A Rotten Tomatoeson az Új kezdet útjai 42%-os minősítést kapott, 38 értékelés alapján.

## Cselekmény
Max (Idris Elba) egy korábbi rögbi szupersztár és kétgyermekes apa, akinek élete számos rossz döntése miatt hirtelen hanyatlásnak indult. A korábbi dicsőségének maradékából élő Max súlyos drogproblémái miatt nem tudja egyben tartani a családját. A többszöri hűtlenségnek köszönhetően pedig felesége, Emily (Gemma Arterton) elhagyja őt.
Amikor Max rájön, hogy felesége egy másik férfival (Tom Cullen) szeretkezik, erőszakos és megállíthatatlannak tűnő dühkitörésbe kezd London hideg és sötét utcáin.

## Szereplők
| Színész             | Szerep   | Magyar hang            |
| ------------------- | -------- | ---------------------- |
| Idris Elba          | Max      | Kálid Artúr            |
| Gemma Arterton      | Emily    | Szávai Viktória        |
| Franz Drameh        | Kingsley | Gacsal Ádám            |
| Ken Stott           | Terence  | Törköly Levente        |
| Kierston Wareing    | Kathy    | Solecki Janka          |
| Charlie Creed-Miles | George   | Kerekes József         |
| Tom Cullen          | Jake     | Horváth-Töreki Gergely |
| Ryan Gage           | Vincent  | Bor László             |

## Díjak és jelölések
| Év   | Díj                       | Kategória    | Jelölt(ek)        | Eredmény |
| ---- | ------------------------- | ------------ | ----------------- | -------- |
| 2017 | Diversity in Media Awards | Az év filmje | Az új kezdet útja | Jelölve  |